# Araneus singularis
Araneus singularis este o specie de păianjeni din genul Araneus, familia Araneidae. A fost descrisă pentru prima dată de Urquhart, 1891.
Este endemică în Tasmania. Conform Catalogue of Life specia Araneus singularis nu are subspecii cunoscute.